# Manuela Urroz
Pour les articles homonymes, voir Urroz (homonymie).
Manuela Urroz est une joueuse de hockey sur gazon chilienne évoluant au poste d'attaquante à l'Antwerp Hockey Club, en Belgique et avec l'équipe nationale chilienne.

## Biographie
Manuela est née le 24 septembre 1991 au Chili.

## Carrière
Elle a été appelée en équipe première en 2009 pour concourir au Champions Challenge II à Cape Town.

## Palmarès
- : 2e aux Jeux sud-américains en 2014
- : 2e à la Coupe d'Amérique en 2017
- : 2e à la Coupe d'Amérique en 2022
- : 3e aux Jeux panaméricains en 2011
- : 3e aux Jeux sud-américains en 2018